# Hypotrigona ruspolii
Hypotrigona ruspolii là một loài Hymenoptera trong họ Apidae. Loài này được Magretti mô tả khoa học năm 1898.